# Arend Frederik Meijer
Arend Frederik Meijer, of Meyer (Elst, 15 juni 1836 - Arnhem, 4 oktober 1920) was een Nederlands marineofficier. Hij werd in 1874 benoemd tot ridder in de Militaire Willems-Orde. Zijn vader Simon Pierre François Meijer, grootvader Adriaan Frans Meijer en zijn oom Carel Hendrik Meijer waren eveneens in die orde opgenomen.

## Levensloop
Jhr. A.F. Meijer was een telg uit het militaire geslacht Meijer. Hij werd geboren als de oudste zoon van jhr. Simon Pierre François Meijer en Sara Maria van Rossum (1808-1843). Hij huwde op 25 juni 1868 Sara Maria Louise van Rossum (1844-1918) met wie hij acht kinderen, onder wie Simon Pierre François Meijer (1877-1937), burgemeester van Buren 1908-1916 en Diepenheim 1916-1922. Meijer overleed op 84-jarige leeftijd. Tijdens zijn begrafenis in de namiddag van 6 oktober 1920, bracht een deputatie van het Korps Rijdende Artillerie een stille huldebetuiging.

## Loopbaan

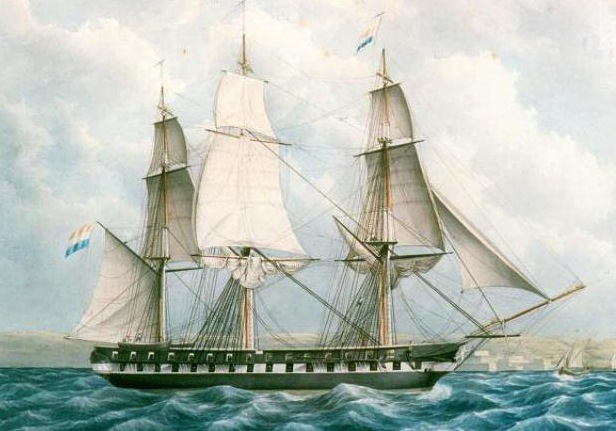
Aquarel van Z.Ms. fregat Doggersbank,
waarmee Arend Frederik Meijer zijn eerste reis maakte

Meijer werd op 1 september 1850 geplaatst als adelborst op de Koninklijke Militaire Academie te Breda en drie jaar later als adelborst 1ste klasse op Z.Ms. fregat Doggersbank, waarmee hij zijn eerste reis maakte. In 1855 werd hij geplaatst op Z.M. korvet met stoomvermogen Medusa, waarmee hij zijn eerste reis naar Indië maakte. Daar diende hij op verschillende schepen. In 1859 kreeg hij een eervolle vermelding voor zijn moedige gedrag tijdens de Djambi-expeditie. In 1862 was hij commandant van de voorhoede tijdens een expeditie in Surnau Kreek in Suriname, en raakte hij ernstig gewond bij de plantage Rag à Rag. In 1866 onderscheidde Meijer zich tijdens de expeditie tegen Radja Gobeng (Sempang-kiri, Westkust Sumatra).
In 1868 keerde hij terug naar Nederland, waar hij in 1873 tot commandant werd benoemd van stoomschip vierde klasse Zr.Ms. Amboina; datzelfde jaar reisde hij weer naar Nederlands-Indië. In 1874 werd hij opgenomen in de Militaire Willems-Orde vanwege krijgsverrichtingen in bij de landing van de Tweede Atjehexpeditie op Pedro-punt. Vanwege zijn verdere optreden in Atjeh ontving hij in 1875 voor de derde maal een eervolle vermelding.
In 1875 keerde Meijer voorgoed terug naar Nederland. Hij werd benoemd tot onderdirecteur van de Rijkswerf in Amsterdam en tot commandant van Zr. Ms. opleidingsschip Anna Paulowna te Rotterdam. In 1882 werd hij bevorderd tot kapitein-ter-zee en in 1883 werd hij op eigen verzoek eervol ontslagen. Hij werd als commandant opgevolgd door 1e Luitenant-ter-zee Willem Adrianus Cambier (1848-1908).

## Onderscheidingen
Meijer werd bij Koninklijk Besluit nummer 61 van 26 januari 1864 begiftigd met een eresabel voor zijn betoonde dapperheid bij de plantage Rag à Rag. Op 6 oktober 1874 werd hij voor zijn verdiensten in Atjeh in de Militaire Willems-Orde opgenomen als ridder 4de klasse (Koninklijk Besluit van 6 oktober 1874 nummer 10). Hij was verder drager van het Ereteken voor Belangrijke Krijgsbedrijven en van de Atjeh-medaille.
- Ridder der 4e klasse in de Militaire Willems-Orde[3]
- Ereteken voor Belangrijke Krijgsbedrijven met batons:"Eresabel", "Eervolle Vermelding" (3 keer), "Atjeh 1873-96" [3]
- Medaille voor het deelnemen aan de Expeditie tegen Atjeh 1873-74[3]
- Onderscheidingsteken voor Langdurige Dienst als officier "XXV"[3]